# Æsir

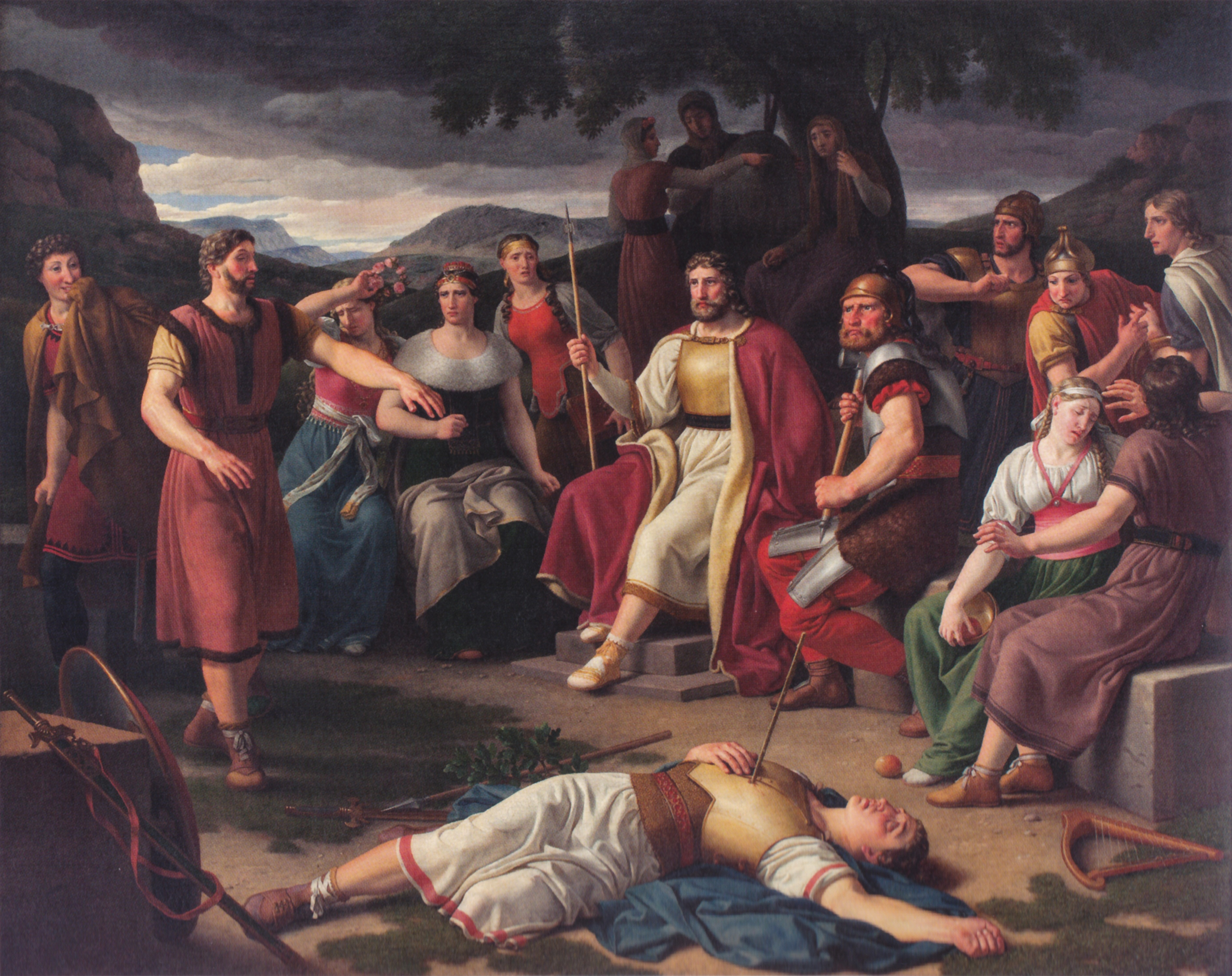
Los æsir rodeando el cuerpo de Baldr en el óleo Balders død (La muerte de Baldr), por Christoffer Wilhelm Eckersberg, 1817.

Los æsir (singular áss, femenino ásynja, femenino plural ásynjur, en anglosajón Ós, en protogermánico Ansuz) son los principales dioses del panteón nórdico. Están emparentados con Odín y habitan en Asgard, siendo mencionados bajo el término genérico guðin, «dios». Puede también encontrarse la versión castellanizada como Ases.
Aparecen en la religión escandinava después de las invasiones indoeuropeas y fueron incorporados a un panteón de dioses más antiguos (los vanir), en lugar de suplantarlos. Se encuentran trazas de esta fusión en la Völuspá, uno de los principales textos de la mitología nórdica.

## Miembros
A los principales dioses que se rendía culto eran Odín, Frigg, Thor, Baldr y Tyr.
El jefe de los æsir es Odín, que creó el mundo junto con sus hermanos Ve y Vili. Los enemigos de los æsir son los jotun, con los cuales se encuentran en una guerra constante; anteriormente habían luchado contra los vanir, con quienes luego se reconciliaron e intercambiaron prisioneros.
Los æsir se mantenían siempre jóvenes comiendo las manzanas de Iðunn aunque, a pesar de ello, podían morir. De hecho, según la profecía casi todos morirían en el Ragnarök y solo quedarían unos pocos para reconstruir el mundo.

## Enfrentamiento con los vanir
Los vanir se enfrentaron a los æsir en una guerra, tras la cual algunos dioses vanir, como Njörðr y sus hijos, Freyr y Freyja, se unieron a los æsir al ser tomados como rehenes. Los vanir estaban relacionados principalmente con los cultivos y la fertilidad, los æsir con el poder y la guerra.
La interacción entre los vanir y los æsir es un aspecto interesante de la mitología nórdica. Mientras que en otras culturas había familias de dioses "antiguos" y "modernos", como es el caso de los Titanes y los Olímpicos de la antigua Grecia, los Æsir y los Vanir eran contemporáneos. Los dos clanes pelearon batallas, concluyeron tratados e intercambiaron rehenes (Freyr y Freyja). Es tentador especular que el tipo de intercambio que ocurría entre los æsir y los vanir refleja el tipo de interacción que se daba habitualmente entre varios clanes nórdicos de la época. De acuerdo a otra teoría, el culto a los vanir (que está relacionado con la fertilidad y es relativamente pacífico) podría ser de una época más antigua, y el culto a los æsir (que está relacionado con la guerra) de una época posterior, por lo cual cabe especular que la guerra mítica entre los vanir y los æsir podría ser el reflejo de algún conflicto religioso y cultural.

## Lista de los Æsir
| - Andhrimnir, chef de los æsir y de los einherjer - Balder, dios de la luz y de la verdad - Bor, padre de Odín - Bragi, dios de la poesía, los bardos y los escaldos - Buri, primer dios en la mitología nórdica - Dagr, dios del día - Delling, representaba el amanecer - Forseti, dios de la justicia, la paz y la verdad - Freyr, dios de la lluvia, el sol renaciente y la fertilidad - Heimdall, dios de la luz, vigilante de Bifrost - Hermóðr, mensajero de los dioses - Höðr, dios ciego - Hœnir, dios indeciso - Lóðurr, anima los cuerpos de los primeros seres humanos - Magni, hijo de Thor - Meili, hermano de Thor - Móði, hijo de Thor, dios de la furia en la batalla, referente de los berserker - Njördr, dios de la tierra fértil y las costas marinas - Óðr, dios de la inteligencia y de la energía - Odín, dios principal de la mitología nórdica, poeta - Ríg, descrito como "viejo y sabio, poderoso y fuerte" - Thor, dios del trueno - Tyr, dios de la guerra y la sabiduría en la batalla - Ve, hermano de Odín, dio a los humanos el poder del habla y de los sentidos externos - Viðarr, dios del silencio y la venganza - Vili, hermano de Odín, dios de las emociones y el que aporta inteligencia a la humanidad |

## Lista de las Asynjur
| - Eir, diosa de la cura y de la resurrección - Frigg, diosa del matrimonio, la previsión y la fidelidad conyugal - Freya, diosa del amor, la belleza y la lujuria - Fulla, una de las tres sirvientas de Frigg - Gefjun, vidente y diosa - Gna, una de las tres sirvientas de Frigg - Hlin, una de las tres sirvientas de Frigg - Iðunn, guardiana de las manzanas que permitían a los æsir mantenerse eternamente jóvenes - Jord, personificación de la Tierra - Lofn, diosa de las mujeres - Nanna, esposa de Baldr - Nótt, personificación de la noche - Saga, diosa de la adivinación, la magia y la poesía - Sif, diosa de la fidelidad y las cosechas - Sigyn, esposa de Loki - Sjöfn, diosa de las mujeres - Skaði, diosa del invierno y la caza - Snotra, diosa de la sabiduría y la gracia - Sigel, diosa del sol - Syn, diosa invocada por los acusados en un juicio - Var, "benevolente" - Vör, sabia y de espíritu inquisidor - Þrúðr, valkiria que servía a los einherjar |

## La runa a
La runa a , runa de Futhark ᚬ, probablemente deba su nombre a los æsir. El nombre en este sentido sobrevive solamente en el poema de runas islandés como Óss, refiriéndose a Odín en particular.
El nombre de  a en el alfabeto gótico es ahsa. El nombre germánico para la runa podría haber sido ansuz, «Dios, uno de los æsir».[cita requerida]

## Los æsir desde la perspectiva evemerista de Snorri Sturluson
Desde una perspectiva evemerista, Snorri Sturluson ha presentado a los æsir como hombres venidos de Asia que fueron tomados por dioses. Esta versión figura de manera similar, tanto en el prólogo de las Edda como en la Saga de los Ynglings. Según el prólogo de la Edda, los orígenes de Odín se remontan a un rey troyano que había desposado a una hija del rey Príamo. El prólogo de la Saga de Ynglingar relata además cómo Odín, que tenía el don de la videncia, comprendió que debía marcharse hacia el norte y abandonar Turquía con un séquito numeroso. Superiores en belleza y sabiduría a los otros hombres, los æsir fueron considerados como dioses.

## Árbol genealógico de los æsir y los vanir
|         |         |         |         |         |         |         |         |         |         |        |        |        |        |       |       |         |         |         |         |         |         |       |       |       |       |      |      |      |      |      |      | Buri  | Buri  | Buri  | Buri  | Buri  | Buri  |       |       |       |       |         |         |         |         |         |         | Bolthorn | Bolthorn | Bolthorn | Bolthorn | Bolthorn | Bolthorn |      |      |          |          |          |          |          |          |         |         |         |         |         |         |  |  |       |       |       |       |       |       |        |        |        |        |        |        |      |      |  |  |
|         |         |         |         |         |         |         |         |         |         |        |        |        |        |       |       |         |         |         |         |         |         |       |       |       |       |      |      |      |      |      |      | Buri  | Buri  | Buri  | Buri  | Buri  | Buri  |       |       |       |       |         |         |         |         |         |         | Bolthorn | Bolthorn | Bolthorn | Bolthorn | Bolthorn | Bolthorn |      |      |          |          |          |          |          |          |         |         |         |         |         |         |  |  |       |       |       |       |       |       |        |        |        |        |        |        |      |      |  |  |
|         |         |         |         |         |         |         |         |         |         |        |        |        |        |       |       | Delling | Delling | Delling | Delling | Delling | Delling |       |       | Nótt  | Nótt  | Nótt | Nótt | Nótt | Nótt |      |      | Bor   | Bor   | Bor   | Bor   | Bor   | Bor   |       |       |       |       |         |         |         |         |         |         | Bestla   | Bestla   | Bestla   | Bestla   | Bestla   | Bestla   |      |      | Fjörgynn | Fjörgynn | Fjörgynn | Fjörgynn | Fjörgynn | Fjörgynn |         |         |         |         |         |         |  |  |       |       |       |       |       |       |        |        |        |        |        |        |      |      |  |  |
|         |         |         |         |         |         |         |         |         |         |        |        |        |        |       |       | Delling | Delling | Delling | Delling | Delling | Delling |       |       | Nótt  | Nótt  | Nótt | Nótt | Nótt | Nótt |      |      | Bor   | Bor   | Bor   | Bor   | Bor   | Bor   |       |       |       |       |         |         |         |         |         |         | Bestla   | Bestla   | Bestla   | Bestla   | Bestla   | Bestla   |      |      | Fjörgynn | Fjörgynn | Fjörgynn | Fjörgynn | Fjörgynn | Fjörgynn |         |         |         |         |         |         |  |  |       |       |       |       |       |       |        |        |        |        |        |        |      |      |  |  |
|         |         |         |         |         |         |         |         |         |         |        |        |        |        |       |       |         |         |         |         |         |         |       |       |       |       |      |      |      |      |      |      |       |       |       |       |       |       |       |       |       |       |         |         |         |         |         |         |          |          |          |          |          |          |      |      |          |          |          |          |          |          |         |         |         |         |         |         |  |  |       |       |       |       |       |       |        |        |        |        |        |        |      |      |  |  |
|         |         |         |         |         |         |         |         |         |         |        |        |        |        |       |       |         |         |         |         |         |         |       |       |       |       |      |      |      |      |      |      |       |       |       |       |       |       |       |       |       |       |         |         |         |         |         |         |          |          |          |          |          |          |      |      |          |          |          |          |          |          |         |         |         |         |         |         |  |  |       |       |       |       |       |       |        |        |        |        |        |        |      |      |  |  |
|         |         |         |         |         |         |         |         |         |         |        |        |        |        |       |       | Dagr    | Dagr    | Dagr    | Dagr    | Dagr    | Dagr    |       |       | Jörd  | Jörd  | Jörd | Jörd | Jörd | Jörd |      |      | Vili  | Vili  | Vili  | Vili  | Vili  | Vili  |       |       | Ve    | Ve    | Ve      | Ve      | Ve      | Ve      |         |         | Odín     | Odín     | Odín     | Odín     | Odín     | Odín     |      |      | Frigg    | Frigg    | Frigg    | Frigg    | Frigg    | Frigg    |         |         |         |         |         |         |  |  |       |       |       |       |       |       | Ivaldi | Ivaldi | Ivaldi | Ivaldi | Ivaldi | Ivaldi |      |      |  |  |
|         |         |         |         |         |         |         |         |         |         |        |        |        |        |       |       | Dagr    | Dagr    | Dagr    | Dagr    | Dagr    | Dagr    |       |       | Jörd  | Jörd  | Jörd | Jörd | Jörd | Jörd |      |      | Vili  | Vili  | Vili  | Vili  | Vili  | Vili  |       |       | Ve    | Ve    | Ve      | Ve      | Ve      | Ve      |         |         | Odín     | Odín     | Odín     | Odín     | Odín     | Odín     |      |      | Frigg    | Frigg    | Frigg    | Frigg    | Frigg    | Frigg    |         |         |         |         |         |         |  |  |       |       |       |       |       |       | Ivaldi | Ivaldi | Ivaldi | Ivaldi | Ivaldi | Ivaldi |      |      |  |  |
|         |         |         |         |         |         |         |         |         |         |        |        |        |        |       |       |         |         |         |         |         |         |       |       |       |       |      |      |      |      |      |      |       |       |       |       |       |       |       |       |       |       |         |         |         |         |         |         |          |          |          |          |          |          |      |      |          |          |          |          |          |          |         |         |         |         |         |         |  |  |       |       |       |       |       |       |        |        |        |        |        |        |      |      |  |  |
|         |         |         |         |         |         |         |         |         |         |        |        |        |        |       |       |         |         |         |         |         |         |       |       |       |       |      |      |      |      |      |      |       |       |       |       |       |       |       |       |       |       |         |         |         |         |         |         |          |          |          |          |          |          |      |      |          |          |          |          |          |          |         |         |         |         |         |         |  |  |       |       |       |       |       |       |        |        |        |        |        |        |      |      |  |  |
|         |         |         |         |         |         |         |         |         |         |        |        |        |        |       |       |         |         |         |         |         |         |       |       |       |       |      |      |      |      |      |      |       |       |       |       |       |       |       |       |       |       |         |         |         |         |         |         |          |          |          |          |          |          |      |      |          |          |          |          |          |          |         |         |         |         |         |         |  |  |       |       |       |       |       |       |        |        |        |        |        |        |      |      |  |  |
|         |         |         |         |         |         |         |         |         |         |        |        |        |        |       |       |         |         |         |         |         |         |       |       |       |       |      |      |      |      |      |      |       |       |       |       |       |       |       |       |       |       |         |         |         |         |         |         |          |          |          |          |          |          |      |      |          |          |          |          |          |          |         |         |         |         |         |         |  |  |       |       |       |       |       |       |        |        |        |        |        |        |      |      |  |  |
|         |         |         |         |         |         |         |         |         |         |        |        |        |        | Þjazi | Þjazi | Þjazi   | Þjazi   | Þjazi   | Þjazi   |         |         | Sif   | Sif   | Sif   | Sif   | Sif  | Sif  |      |      | Thor | Thor | Thor  | Thor  | Thor  | Thor  |       |       | Nanna | Nanna | Nanna | Nanna | Nanna   | Nanna   |         |         | Baldr   | Baldr   | Baldr    | Baldr    | Baldr    | Baldr    |          |          | Höðr | Höðr | Höðr     | Höðr     | Höðr     | Höðr     |          |          | Hermodr | Hermodr | Hermodr | Hermodr | Hermodr | Hermodr |  |  | Bragi | Bragi | Bragi | Bragi | Bragi | Bragi |        |        | Idun   | Idun   | Idun   | Idun   | Idun | Idun |  |  |
|         |         |         |         |         |         |         |         |         |         |        |        |        |        | Þjazi | Þjazi | Þjazi   | Þjazi   | Þjazi   | Þjazi   |         |         | Sif   | Sif   | Sif   | Sif   | Sif  | Sif  |      |      | Thor | Thor | Thor  | Thor  | Thor  | Thor  |       |       | Nanna | Nanna | Nanna | Nanna | Nanna   | Nanna   |         |         | Baldr   | Baldr   | Baldr    | Baldr    | Baldr    | Baldr    |          |          | Höðr | Höðr | Höðr     | Höðr     | Höðr     | Höðr     |          |          | Hermodr | Hermodr | Hermodr | Hermodr | Hermodr | Hermodr |  |  | Bragi | Bragi | Bragi | Bragi | Bragi | Bragi |        |        | Idun   | Idun   | Idun   | Idun   | Idun | Idun |  |  |
|         |         |         |         |         |         |         |         |         |         |        |        |        |        |       |       |         |         |         |         |         |         |       |       |       |       |      |      |      |      |      |      |       |       |       |       |       |       |       |       |       |       |         |         |         |         |         |         |          |          |          |          |          |          |      |      |          |          |          |          |          |          |         |         |         |         |         |         |  |  |       |       |       |       |       |       |        |        |        |        |        |        |      |      |  |  |
|         |         |         |         |         |         |         |         |         |         |        |        |        |        |       |       |         |         |         |         |         |         |       |       |       |       |      |      |      |      |      |      |       |       |       |       |       |       |       |       |       |       |         |         |         |         |         |         |          |          |          |          |          |          |      |      |          |          |          |          |          |          |         |         |         |         |         |         |  |  |       |       |       |       |       |       |        |        |        |        |        |        |      |      |  |  |
| Nerthus | Nerthus | Nerthus | Nerthus | Nerthus | Nerthus |         |         | Njörðr  | Njörðr  | Njörðr | Njörðr | Njörðr | Njörðr |       |       | Skaði   | Skaði   | Skaði   | Skaði   | Skaði   | Skaði   |       |       | Ull   | Ull   | Ull  | Ull  | Ull  | Ull  |      |      | Þrúðr | Þrúðr | Þrúðr | Þrúðr | Þrúðr | Þrúðr |       |       |       |       | Forseti | Forseti | Forseti | Forseti | Forseti | Forseti |          |          |          |          |          |          |      |      |          |          |          |          |          |          |         |         |         |         |         |         |  |  |       |       |       |       |       |       |        |        |        |        |        |        |      |      |  |  |
| Nerthus | Nerthus | Nerthus | Nerthus | Nerthus | Nerthus |         |         | Njörðr  | Njörðr  | Njörðr | Njörðr | Njörðr | Njörðr |       |       | Skaði   | Skaði   | Skaði   | Skaði   | Skaði   | Skaði   |       |       | Ull   | Ull   | Ull  | Ull  | Ull  | Ull  |      |      | Þrúðr | Þrúðr | Þrúðr | Þrúðr | Þrúðr | Þrúðr |       |       |       |       | Forseti | Forseti | Forseti | Forseti | Forseti | Forseti |          |          |          |          |          |          |      |      |          |          |          |          |          |          |         |         |         |         |         |         |  |  |       |       |       |       |       |       |        |        |        |        |        |        |      |      |  |  |
|         |         |         |         |         |         |         |         |         |         |        |        |        |        |       |       |         |         |         |         |         |         |       |       |       |       |      |      |      |      |      |      |       |       |       |       |       |       |       |       |       |       |         |         |         |         |         |         |          |          |          |          |          |          |      |      |          |          |          |          |          |          |         |         |         |         |         |         |  |  |       |       |       |       |       |       |        |        |        |        |        |        |      |      |  |  |
|         |         |         |         |         |         |         |         |         |         |        |        |        |        |       |       |         |         |         |         |         |         |       |       |       |       |      |      |      |      |      |      |       |       |       |       |       |       |       |       |       |       |         |         |         |         |         |         |          |          |          |          |          |          |      |      |          |          |          |          |          |          |         |         |         |         |         |         |  |  |       |       |       |       |       |       |        |        |        |        |        |        |      |      |  |  |
| Gerda   | Gerda   | Gerda   | Gerda   | Gerda   | Gerda   |         |         | Freyr   | Freyr   | Freyr  | Freyr  | Freyr  | Freyr  |       |       | Freyja  | Freyja  | Freyja  | Freyja  | Freyja  | Freyja  |       |       | Óðr   | Óðr   | Óðr  | Óðr  | Óðr  | Óðr  |      |      |       |       |       |       |       |       |       |       | Gríðr | Gríðr | Gríðr   | Gríðr   | Gríðr   | Gríðr   |         |         | Odín     | Odín     | Odín     | Odín     | Odín     | Odín     |      |      | Rind     | Rind     | Rind     | Rind     | Rind     | Rind     |         |         |         |         |         |         |  |  |       |       |       |       |       |       |        |        |        |        |        |        |      |      |  |  |
| Gerda   | Gerda   | Gerda   | Gerda   | Gerda   | Gerda   |         |         | Freyr   | Freyr   | Freyr  | Freyr  | Freyr  | Freyr  |       |       | Freyja  | Freyja  | Freyja  | Freyja  | Freyja  | Freyja  |       |       | Óðr   | Óðr   | Óðr  | Óðr  | Óðr  | Óðr  |      |      |       |       |       |       |       |       |       |       | Gríðr | Gríðr | Gríðr   | Gríðr   | Gríðr   | Gríðr   |         |         | Odín     | Odín     | Odín     | Odín     | Odín     | Odín     |      |      | Rind     | Rind     | Rind     | Rind     | Rind     | Rind     |         |         |         |         |         |         |  |  |       |       |       |       |       |       |        |        |        |        |        |        |      |      |  |  |
|         |         |         |         |         |         |         |         |         |         |        |        |        |        |       |       |         |         |         |         |         |         |       |       |       |       |      |      |      |      |      |      |       |       |       |       |       |       |       |       |       |       |         |         |         |         |         |         |          |          |          |          |          |          |      |      |          |          |          |          |          |          |         |         |         |         |         |         |  |  |       |       |       |       |       |       |        |        |        |        |        |        |      |      |  |  |
|         |         |         |         | Fjölnir | Fjölnir | Fjölnir | Fjölnir | Fjölnir | Fjölnir |        |        |        |        |       |       |         |         |         |         | Hnoss   | Hnoss   | Hnoss | Hnoss | Hnoss | Hnoss |      |      |      |      |      |      |       |       |       |       |       |       |       |       |       |       | Vidar   | Vidar   | Vidar   | Vidar   | Vidar   | Vidar   |          |          | Vali     | Vali     | Vali     | Vali     | Vali | Vali |          |          |          |          |          |          |         |         |         |         |         |         |  |  |       |       |       |       |       |       |        |        |        |        |        |        |      |      |  |  |